# 築田行子
築田 行子（ちくた いくこ、1991年12月19日 - ）は、日本の女優、声優、歌手。北海道函館市出身。MILLENNIUM PRO所属。ファンの呼称は「ちく輪」

## 来歴
東京スクールオブミュージック＆ダンス専門学校 俳優/タレントコース 卒業。
高校3年時に親の勧めで手に職を付けようと看護学校への進学を目指していたが、知り合いの女性から芸能の世界に憧れていることを言い当てられ、卒業間近の1月に進路をがらりと変え東京スクールオブミュージック＆ダンス専門学校に進学した。その後、小劇場での舞台を中心に活動し多数の作品に出演。女優をする傍らで、当時所属していた事務所のメンバーで「鍵組☆ガチャぐみ」という3人組のアイドルユニットを結成し活動していた。
2015年、映画「自分と天道虫と首吊りの部屋」で映画初主演 首吊りをする女 役に抜擢される。
2017年1月、アニメ「けものフレンズ」のフンボルトペンギン役で声優デビュー。出演声優による5人組ペンギンアイドルユニット「PPP」のメンバーとしても活動。作品・楽曲の大ヒットによりアニメのOP曲を歌うコラボユニット「どうぶつビスケッツ×PPP」としてミュージックステーションやFNS歌謡祭に出演。2018年には第12回声優アワードにて「どうぶつビスケッツ×PPP」として歌唱賞を受賞した。
2017年10月5日、けものフレンズ公式番組『「けものフレンズ」presentsどうぶつ図鑑』にレギュラー出演。番組から誕生した田村響華とのユニット「ちく☆たむ」として、2018年10月4日にシングル「どうぶつ！よーいドン！」でメジャーデビューを果たす。
2018年10月17日、舞台「NORN9 ノルン+ノネット」で初のヒロイン こはる 役を演じる。
2018年11月28日、ミニアルバム「my palette」をリリースし、ソロアーティスト活動を開始。
2019年2月11日、初のワンマンライブ「築田行子初ワンマンLIVE ～チクタク行く子、遅れてきた生誕祭～」を開催。
2020年5月31日、SHOWROOMにて、個人配信「ちくいくルーム」を開始。
2021年3月27日、ビデオ会議アプリ「google meet」を使用しファンと築田行子が1対1でトークが出来るオンラインイベント「築田行子のお悩み相談室」を初開催。好評につき、以降も不定期で開催されている。
2022年8月4日、舞台「篝火に浮かぶ鬼灯」で舞台初主演 鳥居明美 役を演じる。
2024年4月29日、全国を回るライブ「築田行子と歌の旅」を名古屋で初開催。

## 人物
- 趣味はカラオケ・音楽鑑賞・散歩[24]。
- 特技は書道で、小学校の1年生から高校3年生の約12年間習っていた[25]。
- 英検準二級を取得している[2]。
- 中学時代はバレー部に所属していた。
- 性格は天然かつマイペース。
- 尊敬している人物は戸田恵子。理由は舞台、声優、歌手などマルチに活躍しているところ。
- 肉とニンニクが好物。
- 好きな寿司ネタはサーモン。

## 出演
太字はメインキャラクター。

### テレビアニメ
- けものフレンズ（2017年 - 2019年、フンボルトペンギン[26][27]） - 2シリーズ

### ゲーム
- 君はヒーロー（2017年、アクアマリン / 磐城藍[28]）
- 共闘ことばRPG コトダマン（2018年、フンボルトペンギン）
- けものフレンズ3（2019年、フンボルトペンギン）

### 舞台
- S-TORINITYプロデュース公演「100年分の声援を」（2011年6月9日 - 12日、恵比寿エコー劇場）- 正田アズサ 役
- 劇団空感エンジンプロデュース「解体OK」（2013年4月17日 - 22日、Air Studio）- 斎藤まちこ 役（B班）
- 劇団空感エンジンプロデュース「PRIDE」（2013年9月18日 - 23日、Air Studio）- 彩 役（A班）
- 劇団たいしゅう小説家Present’s「名主畑リーサとイザナギ君」（2014年5月2日 - 6日、萬劇場）- 岸本夏実 役
- LZM.jp Tokyo Media Collection「新釈日本史！」（2014年8月4日、原宿ASTRO HALL）- 学生 役
- 劇団アメリカンコミックシアター「DEAD or ALIVE or ARBEIT」（2014年10月3日 - 13日、ワーサルシアター八幡山劇場）- 埴井(少女時代) 役（DEAD編）・館林カンナ(少女時代) 役（ARBEIT編）
- エンテナ PLAY UNION 第一回公演「好きな事を自由にやる人々」（2015年5月30日 - 31日、あさくさ劇亭）-【天国からの恋】役名不明
- 劇団たいしゅう小説家Present’s「湯もみガールズ2015ver」（2015年6月17日 - 21日、萬劇場）- 楓 役
- 劇団ツラヌキ怪賊団 6th navigation「役者、坂本龍馬」（2016年1月20日 - 25日、中野BONBON）- 江戸の子供 役
- エンテナ PLAY UNION 第四回公演「あなたと私、月の舟」（2016年10月19日 - 23日、上野ストアハウス）-【ブルーバードシンドローム】 倉田 役
- 舞台「けものフレンズ」（2017年6月14日 - 18日、品川プリンスホテルクラブeX / 2018年1月13日 - 21日、AiiA 2.5 Theater Tokyo）フンボルトペンギン 役[29]
- SOLID STAR プロデュースvol.11「負けんな漫研！」（2017年9月16日 - 10日、六行会ホール）- 神崎未来 役[30]
- 舞台「NORN9 ノルン+ノネット」（2018年10月17日 - 21日、草月ホール）- こはる 役[31]
- 東京コミコンコラボ公演 劇団アメコミリーグ Vol.1 「アメコミリーグ ビギンズ」（2018年11月1日 - 4日、神保町花月）- フローラ 役[32]
- 舞台「けものフレンズ」2～ゆきふるよるのけものたち～（2018年11月8日 - 18日、品川プリンスホテル クラブeX）フンボルトペンギン 役[33]
- 劇団アメコミリーグ Vol.2「ガードマンズ・オブ・マクハリー」（2019年11月16日、神保町花月）- フローラ 役（日替わりゲスト）[34]
- 舞台「花火の陰」（2020年2月5日 - 10日、三越劇場）- 星野文子 役[35]
- Soft Boiled Theater-6「戦国送球〜バトルボールズ〜」（2022年2月23日 - 27日、CBGKシブゲキ!!）- 浪木麗奈 役[36]
- 短編朗読劇公演「IMPRESSION vol.15」【ミミとヒカリの物語】（2022年4月29日 - 5月1日、荻窪小劇場）- ミミ 役[37]
- 舞台「篝火に浮かぶ鬼灯」（2022年8月4日 - 8日、コフレリオ新宿シアター）- 主演・鳥居明美 役[38]
- 即興劇「天竺生地 vol.1」（2022年10月2日、バルスタジオ）[39]
- 萬腹企画 15杯目「恋愛疾患特殊医療器 a-xブラスター」（2022年11月10日 - 13日、シアター・アルファ東京）- 姫羽白シャルルマーニュ 役[40]
- UZR第六回本公演「幾星霜、響く鐘」（2022年12月24日、サンモールスタジオ）- 道野 役（日替わりゲスト）[41]
- 五反田タイガー 12th Stage featuring コモンシェア株式会社「Tokyo Community Life ~Reborn~ 」（2023年2月22日 - 26日、六行会ホール）- 友田春香 役[42]
- 萬腹企画 16杯目「MAGIAGIA -マギアギア-」（2023年4月27日、あうるすぽっと）- 戸出ススム 役（日替わりゲスト）[43]
- Monkey Works vol.10「アビリティイレブン」（2023年5月31日 - 6月4日）- 日高逸子 役
- 劇団TEAM-ODAC 第42回本公演「舞台・破天荒フェニックス〜2023」（2023年12月6日 - 12日、こくみん共済 coop ホール／スペース・ゼロ）- 猪俣朱美 役[44]
- RMY STAGE『School STAGE』~どうして消しゴムは角から使うの？~（2024年4月7日、ウッディシアター中目黒）
- THE TOKYO BANDITs 第8回本公演「キミのせい、アナタのおかげ」（2024年10月23日 - 27日、上野ストアハウス）- 水鏡麗華 役[45]

### テレビドラマ
- SHARK～2nd Season〜（2014年、日本テレビ）
- ある日、アヒルバス（2015年、NHK BSプレミアム）- カップル 役
- 1914 幻の東京〜よみがえるモダン都市〜（2015年、NHK）

### 映画
- 僕等がいた（2015年）- 学生 役
- 自分と天道虫と首吊りの部屋（2015年）- 主演・首吊りをする女 役[46]
- CAGE（2017年）- 女医 役[47]
- 事故物件 恐い間取り（2020年）- 観客 役
- N号棟（2022年）- 看護師 役[48]

### ラジオ
※はインターネット配信。
- チクタクタイム（2018年、AuDee※）[49]

### CM
- 札幌スクールオブミュージック専門学校/札幌放送芸術専門学校（2016年）- ゆい 役
- ハウステンボス 「秋の女子旅」篇（2016年） - ナレーション[50]
- NTTドコモ「特ダネを追え！ 斎藤さんゲーム」篇（2016年）
- earth music＆ecology「合唱」篇（2016年）
- 銀行ATMイーネット「ゆうちょと、フレンズに」（2018年）- 店員 役 ※カメオ出演

### ナレーション
- 日本財団「ONEDAYs」（2021年 - 、YouTube）※特定話のみ[51]

### テレビ番組
※はインターネット配信。
- けものフレンズアワー（2016年 - 2019年、ニコニコ生放送※）
- けものフレンズげーむぎゃらりー（2017年 - 2019年、OPENREC.tv※）[52]

### その他コンテンツ
- アプリ「MAPLUS+声優ナビ」（2018年、フンボルトペンギン[53]）
- ニコニコ生放送 ギフトボイス（2019年、花子）[54]

#### 個人配信
- ちくいくルーム（2020年5月31日 - 、SHOWROOM）

## イベント

### 単独イベント
- 築田行子初ワンマンLIVE ～チクタク行く子、遅れてきた生誕祭～（2019年2月11日、六本木 morph-tokyo）[55]
- 築田行子生誕祭～大人の階段のーぼった！～（2021年12月25日、下北沢 LIVEHOLIC）[56]
- 築田行子生誕祭〜サーティーワン！〜（2022年12月23日、日本橋PACMAN）[57]
- 築田行子生誕LIVE〜一夜限りのプリンセス〜（2023年12月24日、大岡山劇場）[58]
- 築田行子と歌の旅in名古屋（2024年4月29日、Music Bar Perch）[59]
- 築田行子と歌の旅inSapporo〜番外編〜（2024年5月18日、gallery EMONS）[60]
- 築田行子と歌の旅in仙台〜歌は届くよどこまでも〜（2024年8月31日、MusicSpace BARTAKE）[61]

### 主催イベント
- 鬱憤-UPPUN- 〜ただただ唄いたいんじゃ〜（2021年4月10日、内幸町ホール）
- 鬱憤-UPPUN-vol.2〜ただただ唄いたいんじゃ〜（2021年4月16日、渋谷aube）
- 鬱憤-UPPUN-vol.3〜ただただ唄いたいんじゃ〜（2021年7月11日、代官山UNIT）
- 鬱憤-UPPUN-vol.4〜ただただ唄いたいんじゃ〜（2021年7月11日、代官山UNIT）
- 鬱憤-UPPUN-vol.5〜ただただ唄いたいんじゃ〜（2021年9月18日、渋谷aube）
- 鬱憤-UPPUN-vol.6〜ただただ唄いたいんじゃ〜X’mas スペシャル（2021年12月25日、下北沢 LIVEHOLIC）

### 合同イベント
- 佐々木未来・築田行子トーク＆ライブ（2020年2月16日、リーガロイヤルホテル大阪）[62]
- ちくたさき2024（2024年1月14日、大塚ドリームシアター）[63]

### オンラインイベント
- 築田行子 リモートSHOW（2020年5月3日、ZOOM）[64]
- 築田行子のお悩み相談室2周年記念オンラインイベント（2023年5月13日、YouTube）[65]

#### 不定期開催（オンラインイベント）
- 築田行子のお悩み相談室（2021年3月27日 - 、Google Meet）

### オンライントークイベント
- ミレニアムプロ present「1on1トーク会」（2021年2月20日、Google meet）[66]
- ミレニアムプロ presents オンライントークリレー [8周目]（2022年4月19日、Google meet）[67]

## ディスコグラフィ

### 参加作品
- Rio「Luminous 〜RiO all singles best〜」/ M-14 Bonus Track「明くる日、朝焼けに帆を上げて」（2021年1月6日）
- Rio「WonderLand / Midnight Sinker」/ M-3 Bonus Track「WonderLand (feat.築田行子)」（2022年12月17日）

### キャラクターソング
| 発売日   | 商品名                                          | 歌 | 楽曲                                                                         | 備考                                              |
| 2017年   | 2017年                                          | 2017年 | 2017年                                                                       | 2017年                                            |
| -------- | ----------------------------------------------- | --- | ---------------------------------------------------------------------------- | ------------------------------------------------- |
| 2月8日   | ようこそジャパリパークへ                        | どうぶつビスケッツ×PPP | 「ようこそジャパリパークへ」                                                 | テレビアニメ『けものフレンズ』オープニングテーマ  |
| 2月8日   | ようこそジャパリパークへ                        | PPP | 「大空ドリーマー」                                                           | テレビアニメ『けものフレンズ』挿入歌              |
| 2月8日   | ようこそジャパリパークへ                        | PPP | 「ようこそジャパリパークへ」                                                 | テレビアニメ『けものフレンズ』関連曲              |
| 6月7日   | Japari Café                                     | どうぶつビスケッツ＋かばん（内田彩）×PPP | 「けものパレード 〜ジャパリパークメモリアル〜」 「ようこそジャパリパークへ」 | テレビアニメ『けものフレンズ』関連曲              |
| 12月13日 | フレ！フレ！ベストフレンズ                      | どうぶつビスケッツ×PPP | 「フレ!フレ!ベストフレンズ」                                                 | ゲーム『けものフレンズぱびりおん』テーマソング    |
| 12月13日 | フレ！フレ！ベストフレンズ                      | PPP | 「ファーストペンギン」                                                       | テレビアニメ『けものフレンズ』関連曲              |
| 12月13日 | Japari Café2                                    | マーゲイ（山下まみ） with PPP | 「THE WANTED CRIMINAL」                                                      | テレビアニメ『けものフレンズ』関連曲              |
| 12月13日 | Japari Café2                                    | PPP | 「わたしたちのストーリー」                                                   | テレビアニメ『けものフレンズ』関連曲              |
| 12月13日 | Japari Café2                                    | どうぶつビスケッツ＋かばん（内田彩）×PPP / セリフ - コツメカワウソ（近藤玲奈）、アフリカオオコノハズク（三上枝織）、ワシミミズク（上原あかり）、マーゲイ（山下まみ）、ギンギツネ（相坂優歌）、キタキツネ（三森すずこ） | 「ドレミファロンド（フレンズ ver.）」                                        | テレビアニメ『けものフレンズ』関連曲              |
| 2018年   |                                                 | |                                                                              |                                                   |
| 4月25日  | ペパプ・イン・ザ・スカイ！                      | PPP | 「純情フリッパー」                                                           | ゲーム『けものフレンズ FESTIVAL』テーマソング     |
| 4月25日  | ペパプ・イン・ザ・スカイ！                      | PPP | 「大陸メッセンジャー」 「人にやさしく」                                      | テレビアニメ『けものフレンズ』関連曲              |
| 4月25日  | ペパプ・イン・ザ・スカイ！                      | PPP with マーゲイ（山下まみ） | 「ようこそジャパリパークへ」                                                 | テレビアニメ『けものフレンズ』関連曲              |
| 4月25日  | ペパプ・イン・ザ・スカイ！                      | フンボルトペンギン（築田行子） | 「やくそくのうた」                                                           | テレビアニメ『けものフレンズ』関連曲              |
| 4月25日  | ペパプ・イン・ザ・スカイ！ 初回盤               | フンボルトペンギン（築田行子） | 「ようこそジャパリパークへ」                                                 | テレビアニメ『けものフレンズ』関連曲              |
| 2019年   |                                                 | |                                                                              |                                                   |
| 2月13日  | 乗ってけ！ジャパリビート                        | どうぶつビスケッツ×PPP | 「乗ってけ！ジャパリビート」                                                 | テレビアニメ『けものフレンズ2』オープニングテーマ |
| 2月13日  | 乗ってけ！ジャパリビート                        | PPP | 「アラウンドラウンド」                                                       | テレビアニメ『けものフレンズ2』挿入歌             |
| 5月29日  | ようこそジャパリパークへ 〜こんぷりーとべすと〜 | うぃあーふれんず！ | 「ようこそジャパリパークへ（ただいま ver.）」                                | テレビアニメ『けものフレンズ2』エンディングテーマ |
| 10月4日  | け・も・の・だ・も・の                          | どうぶつビスケッツ×PPP | 「け・も・の・だ・も・の」                                                   | ゲーム『けものフレンズ3』主題歌                   |
| 10月4日  | け・も・の・だ・も・の                          | どうぶつビスケッツ×PPP | 「わっはっはっえがお」                                                       | ゲーム『けものフレンズ3』関連曲                   |
| 10月4日  | け・も・の・だ・も・の                          | PPP | 「フルーツ！フルーツ！フルルーツ？」                                         | ゲーム『けものフレンズ3』関連曲                   |
| 2020年   |                                                 | |                                                                              |                                                   |
| 12月9日  | MIRACLE DIALIES                                 | PPP | 「群青の夢と奇跡」                                                           | ゲーム『けものフレンズ3』関連曲                   |

### ユニットメンバー
1. 1 2 3 4 5  サーバル（尾崎由香）、フェネック（本宮佳奈）、アライグマ（小野早稀）
2. 1 2 3 4 5 6 7 8 9 10 11 12 13 14 15  ロイヤルペンギン（佐々木未来）、コウテイペンギン（根本流風）、ジェンツーペンギン（田村響華）、イワトビペンギン（相羽あいな）、フンボルトペンギン（築田行子）
3. ↑  サーバル（尾崎由香）、キュルル（石川由依）、カラカル（小池理子）、かばん（内田彩）、オオセンザンコウ（小野早稀）、オオアルマジロ（本宮佳奈）、アライグマ（小野早稀）、フェネック（本宮佳奈）、PPP［イワトビペンギン（相羽あいな）、フンボルトペンギン（築田行子）、ロイヤルペンギン（佐々木未来）、コウテイペンギン（根本流風）、ジェンツーペンギン（田村響華）］、カタカケフウチョウ（八木ましろ）、カンザシフウチョウ（菅まどか）
4. ↑  サーバル（尾崎由香）、フェネック（美坂朱音）、アライグマ（小野早稀）